# 崔南善
崔 南善（チェ・ナムソン、1890年4月26日 - 1957年10月10日）は朝鮮の詩人、ジャーナリスト、歴史家である。号は六堂（ユクタン）。本貫は東州崔氏。
自ら出版社を起こし、文学の発展に寄与した事業家。雑誌『少年』に載せられた新体詩は朝鮮の近代詩文学の基礎となった。李光洙と共に近代朝鮮文学の開拓者である。死後は親日反民族行為者に認定されたため、2019年に春川市にあった石碑が撤去され、地中に埋められた。

## 略歴
1890年4月26日、漢陽（現・ソウル）に生まれる。父は崔献圭、母は姜氏。兄は崔昌善、弟は崔斗善、そして妹が3人の6人兄妹の次男。幼い頃に乙支路2街に移り住む。家は祖父の代からの漢方薬屋で、非常に裕福であった。そうした恵まれた環境で南善は5歳から私塾で学業を始め、9歳で『春香伝』や中国の小説などを読みこなし済衆院（セブランス連合医学専門学校の前身）から聖書などのような本も借りて読んでいた。
1901年、南善が11歳のとき玄晶運の6番目の娘と結婚する。その3年後の第一次日韓協約が締結された1904年、皇室特派留学生の一人に選ばれ班長として東京府立第一中学校に入学する。しかし南善は崔麟ら彼より年上の留学生達の常識はずれの行動に憤り、入学から3ヶ月で帰国してしまう。その後、1906年、16歳のときに再び渡日、早稲田大学の高師部地理歴史科に入学した。だがその年、大学での「模擬国会事件」のため学校をやめ帰国する。
帰国した南善は傾く国を立て直したいと父に頼み、16万ウォンという莫大な金で印刷機を購入する。その印刷機を使い出版社「新文館」を起こし、雑誌『少年』を刊行する。この『少年』は非常な人気を得たがその文芸、地理、歴史、科学などの原稿は南善が1人で執筆していたという。『少年』を通じて南善はそれまでの定型詩を破り、新体詩を築き上げていく。
1914年9月に創刊された文芸雑誌『青春』で、李光洙と共に「文壇二人時代」を呼んだ。『青春』を通して時調、漢詩、雑歌、新体詩、短篇小説、エッセイが盛んになり多くの文士に影響を与えた。
1919年1月、高宗の崩御に日本人の毒殺説が流れ朝鮮内で大きな不満の渦となった。三・一独立運動が起こる前兆である。南善はその運動で発表する「独立宣言書」の起草を任された。3月1日、「独立宣言書」が朗読され三・一独立運動が起こる。その2日後の3月3日、南善は日本当局に逮捕される。1921年10月8日、仮出国した南善は朝鮮の「天下の巨人」として歓迎された。週刊誌『東明』や新聞『時代日報』を創刊するなど、活発な言論活動を行った。特に、1926年に刊行された時調集『百八煩悩』は朝鮮人の心を掴んだ。1927年に「朝鮮と朝鮮民族」第1集に天から下った桓雄と壇君に代表される「不咸文化」は朝鮮起源で古代中国や日本で文化を形成し、ユーラシア全域に広まったとする『不咸文化論』を発表する
1928年12月、南善は朝鮮総督府の朝鮮史編修会の委員になる。世間はこれに対し南善を非難し韓龍雲からは「崔南善という人は、私の中ではもう亡くなった人だ」とまで言われたという。1939年、大日本帝国は満州国の長春に建国大学を設け、その教授の1人に南善を指名、南善は満州に赴き教鞭を執った。建国大学の講義では、「ただ悠悠古今幾万年、茫茫東西幾千里にわたる一大領域において特異な人文発展の足跡を訪ね、それによって道義国家の新しい文化建設にいささかでも貢献しようとするのは、学人として欣快なことであるといわざるをえない」と語り、「精神を醇化しこの理想を拡張していけば、日本の建国精神である、いわゆる光宅天下とか八紘一宇の大理想に到達」でき、「満州の建国精神も本然の姿をたやすく体得できるであろう」として、そこで「新しい理想に生きるために古の伝統を捉えよと叫びたい」として、満州国の理念を肯定するかの如く述べている。
1944年、朝鮮に戻り京城（ソウル）市城北区牛耳洞に居を構える。自宅を「素園」と名づけ、引きこもってしまう。解放後の1949年、反民族行為処罰法により処罰を受ける。さらに1950年6月に勃発した朝鮮戦争で長女は共産暴徒に虐殺され3男の漢倹は行方不明、長男の漢因も死亡と不幸が続き17万の蔵書も焼失した。一時、韓国軍の陸軍大学で国史を講義するも1955年4月、病に臥す。それから2年後の1957年10月10日午後5時、67歳で死去した。
遺体は京畿道楊州郡温水里の先瑩に埋葬された。1959年、素園の跡には「六堂崔南善先生記念碑」が立ち南善の生涯と独立宣言書の一文が刻まれている。

### 歴史観
南善は、「百済も高句麗も新羅も日本に多くの植民地を持っていた」と主張している。論文では、「当時朝鮮人が居住していた境域はかなり広大なもので、松花江を中心に北は黒竜江・興安嶺の向こうまで達し、南は黄河近傍、半島一局を含み数万里の地に、あるいは長山に依って居を定め、あるいは大水をはさんで無数の団部をなして住み、古伝では三千でもって、その数の多いことを形容した」と記述しており、古朝鮮の領域が中国本土まで及んでいたと主張している。
室谷克実は、韓国の学者が主張する古代史観の源流は南善の朝鮮民族主義歴史学であり、韓国の学者は実証的な研究をほとんどせず、南善が構築した仮説を鵜呑みにして間違った歴史認識を拡散させていると主張している。

## 竹島問題とのかかわり

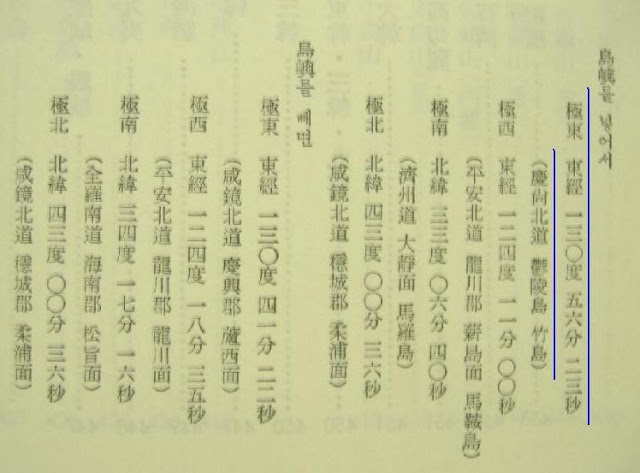
崔南善『朝鮮に関する一般知識』（1948年）

大韓民国政府が島根県竹島をふくめたかたちでの「李承晩ライン」を宣言したのは、前年9月に調印したサンフランシスコ講和条約が発効（1952年4月28日）する約3か月ほど前の1952年1月18日のことである。このとき、韓国政府の兪鎮午は、歴史家として著名であった崔南善のもとを訪れ、「歴史的に見て韓国領として主張のできる島嶼」の存在を質問した。兪鎮午は、崔南善から「独島」が韓国領であることを「確信できる程度の説明を受けた」という。
ただし、崔南善は1948年発行の『朝鮮に関する一般知識』のなかで、朝鮮の東端を東経130度56分23秒（「慶尚北道 鬱陵島 竹島」、ここでいう「竹島」は鬱陵島に東接する「竹嶼」のこと）と記しており、島根県竹島（韓国名、独島）を朝鮮（韓国）領とは認めていない。また、崔が1953年8月から『ソウル新聞』に連載した「欝陵島と独島」においても、竹島を韓国領とする論拠は乏しいものであり、それは独島を、朝鮮の文献に登場する「三峰島を指すのかもしれない」「可支島ではないか」という程度のものであった。

## 年譜
- 1890年4月26日、漢陽棲上洞に生まれる。
- 1901年4月、玄晶運の娘と結婚。
- 1904年、皇室留学生として東京府立第一中学校に留学。
- 1905年、留学3ヶ月目で退学し帰国する。『皇城新聞』の筆禍で1ヶ月拘留される。
- 1906年、東京に渡り早稲田大学高師部地理歴史科に入学。「早稲田大学模擬国会事件」で退学し帰国。
- 1907年、新文館を設立、出版業を始める。
- 1908年、月刊『少年』を創刊。
- 1912年7月、月刊少年雑誌『赤いチョゴリ』を創刊。
- 1919年
  - 2月、「独立宣言書」を起草。
  - 3月3日、三・一独立運動で検挙・投獄される。
- 1920年9月、懲役2年6ヶ月の刑を受け、服役する。
- 1925年、『東亜日報』に社説を連載。朴勝彬と「啓明倶楽部」を作る。
- 1926年、時調詩集『百八煩悩』を発刊。
- 1928年12月、朝鮮総督府の朝鮮史編修会の委員になる。
- 1936年、満州国通蒙日報社顧問。
- 1939年、満州国の建国大学教授。
- 1944年、京城府城北区牛耳洞に転居。自宅を「素園」と名づける。
- 1945年12月、『国民朝鮮歴史』を上梓。
- 1950年、朝鮮戦争で自宅の蔵書が全て燃える。
- 1952年、『朝鮮歴史辞典』の執筆に取り掛かる。
- 1955年、陸軍大学で国史を講義。ソウル市史編纂委員会顧問。
- 1957年
  - 10月10日午後5時、自宅にて死去。
  - 10月14日、京畿道楊州郡温水里の先瑩に埋葬される。